# Parafia św. Marcina w Wodzisławiu
Parafia Świętego Marcina – parafia rzymskokatolicka w Wodzisławiu. Erygowana w XIV wieku. Należy do dekanatu wodzisławskiego diecezji kieleckiej. Mieści się przy ulicy św. Marcina.